# Ибрахим I
Ибрахим I е 18-ият султан на Османската империя, управлява в периода 9 февруари 1640 – 8 август 1648 година. По-късно е наречен Дели (Лудия) заради неадекватното си поведение. Свален от престола и удушен, заместен от сина си Мехмед IV.

## Произход
Роден е на 5 ноември 1615 година. Син е на султан Ахмед I и Кьосем Султан. Ибрахим прекарва детството си в тесния затвор на кафесите, преди да наследи брат си Мурад IV (1623 - 1640 г.)

## Управление и смърт
След смъртта на брат си султан Мурад IV през 1640 г. Ибрахим остава единствения оцелял член на османската династия от мъжка линия като той се възкачва на трона на 9 февруари 1640 г.
През ранните години на управлението си Ибрахим се отегля от политиката и все повече се обръща към харема си за утеха и удоволствие. По време на неговия султанат, харемът достига нови нива на лукс с парфюми, текстил и бужита. Любовта му към жените и кожите го кара да има стая, изцяло облицована с кожа от рис и самур. Кьосем султан държеше сина си под контрол ,като му доставяше девици, които лично купуваше от пазара за роби, както и жени с наднормено тегло. 
Велик везир става Кара Мустафа паша, който поддържа Османската империя стабилна със Северския договор от (15 март 1642 г.) той възстановява мира с Австрия като през същата година връща крепостта Азов от казаците. Кара Мустафа паша също така стабилизира валутата с цел стабилизация икономиката, намалява броя на еничарите и ограничава властта на непокорните провинциални управители.
През 1645 г. започва Кандийската война. Причината за нея е пленяването на османски кораб, на който били кадията на Мека, над 30 наложници от султанския харем и главният черен евнух. Военните действия се свеждат до обсадата на Кандия, която продължава 21 години.
Ибрахим често бил разсейван от повтарящи се главоболия и пристъпи на физическа слабост, вероятно причинени от детството му. Тъй като бил единственият оцелял мъжки член на Османската династия, Ибрахим насърчаван от майка си Кьосем султан да се разсейва с момичета от харема и скоро станал баща на бъдещите султани: Мехмед IV, Сюлейман ll и Ахмед ll. Развлеченията в харема позволили на Кьосем султан да придобие власт и да управлява от негово име ,но дори тя става жертва на немилостта на султана като я гони от двореца. 
През 1648 г. еничарите и членовете на улемата се вдигат на бунт срещу него, след което на 8 август същата година Ибрахим е заловен и затворен в двореца Топкапъ. На 18 август 1648 г. Ибрахим е удушен и погребван в „Света София“.